# Павлюк, Николай Кириллович
Николай Кириллович Павлюк (родился 30 ноября 1954 года в Ленинграде) — советский и российский каскадёр, постановщик трюков киностудии «Ленфильм», кандидат в мастера спорта по конкуру. Член Союза кинематографистов России.

## Биография
Как каскадёр дебютировал в 1978 году в трёхсерийном фильме Георгия Югвальд-Хилькевича «Д’Артаньян и три мушкетёра», в котором так же сыграл небольшую роль — наёмного убийцу, подосланного Миледи к д’Артаньяну. В начале 1990-х годов на продолжениях этого фильма «Мушкетёры двадцать лет спустя» и «Тайна королевы Анны, или Мушкетёры тридцать лет спустя» занимался конно-трюковым обеспечением (ставил сцены с верховой ездой). Принимал участие как каскадёр и постановщик трюков в съёмках более двухсот фильмов и телесериалов, среди которых «Человек с бульвара Капуцинов», «Эсперанса», «Царская охота», «Царевич Алексей», «Бедный, бедный Павел», «Тайны следствия», «Матильда», «Троцкий». В некоторых фильмах снимался так же в эпизодических ролях.
В настоящее время живёт и работает в Санкт-Петербурге.

## Фильмография

### Роли в кино
- 1978 — «Д’Артаньян и три мушкетёра» — наёмный убийца, подосланный Миледи к д’Артаньяну / гвардеец кардинала
- 1985 — «Внимание! Всем постам…» — Звонков, курсант школы милиции
- 1991 — «Чокнутые» — эпизод
- 1998 — «Тоталитарный роман» — эпизод
- 2001 — «Механическая сюита» — продавец хрусталя в военной форме, возле пивного
- 2001 — «Убойная сила 3» — инкассатор
- 2002 — «Убойная сила 4» — старшина милиции
- 2003 — «Линии судьбы» — эпизод
- 2004 — «Иван и Рабинович» — эпизод
- 2004 — «Пираты Эдельвейса» — гестапо
- 2011 — «Тайны следствия-10» — эпизод
- 2012 — «Хвост» — Слава, охранник
- 2013 — «Шерлок Холмс» — эпизод[1][3]
- 2015 — «Реверберация» — эпизод
- 2020 — «Шерлок в России» — извочик
- 2021 — «Командир Сингх» — лорд Ламингтон
- 2023 — «Настоящий» — пенсионер

### Постановщик трюков
- 1988 — «Эсперанса»
- 1992 — «Мушкетёры двадцать лет спустя» — конно-трюковое обеспечение
- 1993 — «Тайна королевы Анны, или Мушкетёры тридцать лет спустя» — конно-трюковое обеспечение
- 2000 — 2001 — «Убойная сила 2»
- 2002 — «Русские амазонки 2»
- 2002 — «Война»
- 2003 — «Бедный, бедный Павел»
- 2014 — «Тальянка» —
- 2014 — «Старое ружьё» — ассистент постановщика трюков
- 2015 — «Апперкот для Гитлера»[1][3]
- 2017 — «Крылья империи» — мастер по выездке лошадей
- 2018 — «История одного назначения»
- 2018 — «Девятая» — постановка конных трюков
- 2019 — «Агата и Сыск. Королева брильянтов»
- 2020 — «Шерлок в России» — организация съёмок сцен с лошадями
- 2020 — «Капитан Волкогонов бежал»
- 2021 — «Седьмая симфония»
- 2022 — «Аманат» — постановщик конных трюков
- 2024 — «Золото Умальты» — организатор конных сцен

### Каскадёр
- 1978 — «Д’Артаньян и три мушкетёра»
- 1983 — «Я тебя никогда не забуду»
- 1985 — «Кровавое поле»
- 1985 — «Дикий ветер»
- 1985 — «Тайна золотой горы»
- 1985 — «Фотография на память»
- 1986 — «Как стать звездой»
- 1986 — «Нас водила молодость...»
- 1987 — «Человек с бульвара Капуцинов»
- 1988 — «Эсперанса»
- 1989 — «Кому на Руси жить…»
- 1989 — «Трудно быть богом»
- 1990 — «Война на западном направлении»
- 1990 — «Дрянь»
- 1990 — «Царская охота»
- 1990 — «Марюс»
- 1991 — «Действуй, Маня!»
- 1991 — «Одиссея капитана Блада»
- 1992 — «Похитители воды»
- 1992 — «Мушкетёры двадцать лет спустя»
- 1993 — «Тайна королевы Анны, или Мушкетёры тридцать лет спустя»
- 1993 — «Мне скучно, бес»
- 1993 — «Фучжоу»
- 1995 — «Особенности национальной охоты»
- 1997 — «Царевич Алексей»
- 1999 — «Казачья быль»
- 2001 — «Я — кукла»
- 2001 — «Механическая сюита»
- 2001 — «Убойная сила 3»
- 2002 — «Вовочка»
- 2002 — «Антикиллер»
- 2002 — «Дневник убийцы»
- 2003 — «Антикиллер-2»
- 2003 — «Особенности национальной политики»
- 2003 — «Линии судьбы»
- 2003 — «Русские страшилки»
- 2003 —     «Убойная сила 5»
- 2004 — «Пираты Эдельвейса»
- 2004 — «Легенда о Тампуке»
- 2004 — «Рокировка»
- 2006 — «Волкодав из рода Серых Псов»
- 2007 — «Консервы»
- 2007 — «Код апокалипсиса»
- 2007 — «Монгол»
- 2007 — «Параграф 78»
- 2007 — «Группа ZETA»
- 2009 — «Запрещённая реальность»
- 2009 — «Антикиллер 3»
- 2009 — «Тарас Бульба»
- 2009 — «Человек у окна»
- 2009 — «Агент особого назначения»
- 2010 — «Край»
- 2010 — «Военная разведка. Западный фронт»
- 2011 — «Небесый суд»
- 2011 — «Тайны следствия-10»
- 2011 — «Живая была одна баба»
- 2011 — «Странствия Синдбада»
- 2011 — «Шеф»
- 2011 — «Казак»
- 2011 — «Настоящие»
- 2012 — «Ржавчина»
- 2012 — «Агент особого назначения 2»
- 2012 — «Предатель»
- 2012 — «Принцип Хабарова»
- 2013 — «Василиса»
- 2013 — «Сталинград»
- 2013 — «Три мушкетёра»
- 2013 — «Трудно быть богом»
- 2013 — «Восьмёрка»
- 2014 — «Ленинград 46»
- 2015 — «Код Каина»
- 2015 — «Дружина»
- 2015 — «Реверберация»
- 2016 — «Стена»
- 2016 — «Наше счастливое завтра»
- 2017 — «Казнить, нельзя помиловать»
- 2017 — «Матильда»
- 2017 — «Троцкий»[1][3]
- 2017 — 2018 — «Гоголь»
- 2017 — «Последняя статья журналиста»
- 2018 — «Гоголь. Вий»
- 2018 — «Гоголь. Страшная месть»
- 2019 — «Невский. Тень Архитектора»
- 2019 — «Союз Спасения»
- 2021 — «Седьмая симфония»
- 2022 — «Такси под прикрытием»
- 2024 — «Алекс Лютый. Дело сирот»